# Ibelin

Wappen der Familie Ibelin

Ibelin, heute Jawne in Israel, im Römischen Reich Iamnia genannt, war seit der Antike ein strategisch wichtiger Ort. Im 12. Jahrhundert, der Zeit des Königreichs Jerusalem, stand hier eine Kreuzfahrerburg, nach der sich eine für das Königreich wesentliche Familie nannte. Ibelin liegt zwischen Jaffa und Askalon in der Nähe von Montgisard und Ramlah.
Ibelin ist nicht zu verwechseln mit der arabisch-israelischen Stadt Iʿbillin im Nordbezirk.

## Geschichte
Askalon stand in den ersten 50 Jahren des Königreichs Jerusalem noch unter fatimidischer Herrschaft, ägyptische Armeen fielen von hier aus jährlich in das Gebiet der Kreuzfahrer ein. Die Burg Ibelin wurde unter König Fulko I. zwischen 1134 und 1141 errichtet, um diesen Angriffen zu begegnen. Die ursprüngliche Burg hatte vier Türme.
Die Familie Ibelin leitete ihre Herkunft von den Grafen von Chartres ab. Der tatsächliche Ahnherr der Familie war jedoch Barisan, der die Herrschaft und Burg 1141 von Fulko erhielt. Barisan heiratete Helvis von Ramlah, ihre Kinder waren Hugo, Balduin, Barisan, Ermengarde und Stephanie. Der jüngere Barisan wurde als Balian bekannt. Die Familie besaß neben Ibelin auch Ramlah und Nablus, jedoch verloren sie diese Besitzungen 1187 noch zu Lebzeiten Balians an Saladin. Saladin ließ die Burg spätestens 1191 zerstören, sie wurde nicht wiedererrichtet.
Die Familie Ibelin überlebte und behielt großen Einfluss unter den Baronen des Königreichs. Im 13. Jahrhundert wurden sie Herren von Beirut und hatten großen Einfluss im Königreich Zypern. Die bekanntesten Ibelin dieser Zeit sind zwei Juristen namens Johann von Ibelin.

## Herren von Ibelin
Herren von Ibelin waren:
- um 1134 bis 1150: Barisan von Ibelin
- 1150 bis 1170: Hugo von Ibelin
- 1170: Balduin von Ibelin
- 1170 bis 1193: Balian von Ibelin (ab 1187 Titularherr)
- 1193 bis 1236: Johann von Ibelin (Titularherr)

Der Titel ging anschließend auf die Grafen von Jaffa und Askalon über.

## Familie Ibelin
1. Barisan von Ibelin (Balian der Alte) († 1150), Herr von Ibelin ⚭ Helvis, Erbin von Ramla, Tochter des Balduin von Ramla
  1. Hugo von Ibelin († 1170) Herr von Ramla 1152 ⚭ Agnes von Edessa, Tochter des Joscelin II. Graf von Edessa
  2. Balduin von Ibelin († um 1187), Herr von Ramla ⚭ Richilde, Erbin von Beisan, Ehe annulliert
    1. Eschiva von Ibelin ⚭ um 1179 Amalrich König von Jerusalem, König von Zypern
    2. Thomas von Ibelin († 1188), Herr von Ramla
    3. Stephanie ⚭ Amalrich, Vizegraf von Nablus

  3. Balian von Ibelin (Balian der Junge, † 1193) (uxor nomine) Herr von Nablus ⚭ Maria Komnena, Tochter des Johannes Komnenos, Witwe von König Amalrich I. von Jerusalem
    1. Johann von Ibelin (* 1177; † 1236) genannt „der alte Herr von Beirut“, 1194 Konnetabel, 1198 Herr von Beirut, 1205–1208 Regent von Jerusalem, 1227 Bailli von Zypern ⚭ 1) Helen von Nephin, ⚭ 2) 1207 Melisende, Erbin von Arsuf
      1. Balian von Ibelin († 1247) Herr von Beirut, Bailli von Jerusalem ⚭ Eschiva von Montbéliard
        1. Johann (II.) von Ibelin († 1264) folgt 1247 in Beirut ⚭ Alice de la Roche
          1. Isabella von Ibelin († um 1282) folgt in Beirut ⚭ 1) Hugo II. König von Zypern, ⚭ 2) 1272 Hamo le Strange († 1274), ⚭ 3) 1277 Nicolas von Caesarea († 1277) ⚭ 4) Wilhelm Barlais († 1305/06)
          2. Eschiva von Ibelin, folgt um 1282 ⚭ 1) Humfried von Montfort († 1284) (Haus Montfort-l’Amaury), ⚭ 2) Guido von Zypern

      2. Johann von Ibelin († 1258) folgt in Arsuf, folgt als Bailli 1247–1254 und 1256–1259
        1. Balian von Ibelin (1239–1277) folgt 1259, verliert Arsuf 1265 ⚭ Lucia von Chenechy
          1. Johann von Ibelin († 1309) ⚭ Isabella von Ibelin
            1. Guido von Ibelin
            2. Balian von Ibelin († um 1338) ⚭ um 1320 Margarethe von Ibelin (nach † 1343)
              1. Philip von Ibelin († um 1375) ⚭ 1) Eschiva von Dampierre, ⚭ 2) um 1355 Alice († nach 1376), Tochter des Ferdinand von Mallorca
              2. Guido von Ibelin († 1367)
              3. Thomas von Ibelin († 1361)
              4. Johann von Ibelin
              5. Maria von Ibelin († nach 1357) ⚭ Hugo von Dampierre-sur-Salon
              6. Simone von Ibelin († nach 1350) ⚭ Balduin von Nores
              7. Margarethe von Ibelin († nach 1353)

            3. Margarethe von Ibelin
            4. Lucia von Ibelin ⚭ 1) um 1332 Balduin von Milmars, ⚭ 2) um 1334 Raymond du Four
            5. Alice of Ibelin

          2. Johanna von Ibelin ⚭ Balduin von Morf, Herr von Stambole
          3. Nicole von Ibelin († 1300) ⚭ Theobald von Bethsan (Haus Béthune)

      3. Rudolf von Ibelin
      4. Hugo von Ibelin († 1238)
      5. Balduin von Ibelin († 1267), 1232 Seneschall von Zypern ⚭ Alice von Bethsan, Schwester des Amalrich von Bethsan
        1. Johann von Ibelin ⚭ Isabella Rivet
          1. Balduin von Ibelin ⚭ Margarethe von Gibelet
            1. Isabella von Ibelin († 1315) ⚭ Guido von Ibelin († 1308)

          2. Walter von Ibelin

        2. Philipp von Ibelin (* 1235/40; † um 1304) 1302 Konnetabel von Zypern, ⚭ 1) 1253 Simone von Tiberias, Tochter des Odo von Montbéliard
          1. Balduin von Ibelin († jung)
          2. Balian von Ibelin († 1315/16), Titularfürst von Galiläa, ⚭ Alice von Zypern († nach 1324)
            1. Jakob von Ibelin († nach 1319)
            2. Johann von Ibelin ⚭ 1323 Eschiva le Borgne
            3. Euphemie von Ibelin ⚭ 1320 Jean le Bon

          3. Hugo von Ibelin († jung)
          4. Guido von Ibelin († jung)
          5. Maria von Ibelin († nach 1324), Herrin von Naumachia, ⚭ Guido von Ibelin († 1304), Titulargraf von Jaffa
          6. Alice von Ibelin († nach 1324), Herrin von Coletta, ⚭ Walter von Bethsan († 1315), Titularherr von Bethsan (Haus Béthune)
          7. Helvis von Ibelin († jung)
          8. Eschiva von Ibelin († nach 1324) ⚭ 1) 1290 Walter von Dampierre-sur-Salon († vor 1310), ⚭ 2) vor 1310 Hugo von Lusignan († 1318/23), Herr von Crusoche
          9. Margarethe von Ibelin († jung)

        3. Guido von Ibelin († nach 1270) ⚭ Maria von Armenien
          1. Thoros von Ibelin († nach 1307) ⚭ Isabella von Saravantikar
            1. Leon von Ibelin
            2. Rita von Ibelin

          2. Isabella von Ibelin († vor 1306)

        4. Balian von Ibelin († nach 1284, vor 1298) ⚭ Marguerite Visconte
          1. Philipp von Ibelin († 1315) ⚭ Gille Chappes (* 1296; † nach 1326)
          2. Johann von Ibelin
          3. Alice von Ibelin

        5. Hugo von Ibelin († 1315) ⚭ Alice le Tor
          1. Balduin von Ibelin
          2. Marie von Ibelin ⚭ Balduin von Bethsan
          3. Margarethe von Ibelin († nach 1343) ⚭ um 1320 Balian von Ibelin († 1338)

        6. Melisende von Ibelin († jung)

      6. Guido von Ibelin († nach 1255), Konnetabel von Zypern ⚭ Philippa Barlais, Erbtochter des Almerich Barlais, Bailli von Zypern
        1. Balduin von Ibelin († nach 1286), Bailli von Jerusalem, Konnetabel von Zypern
        2. Johann von Ibelin († 1276)
        3. Aimerich von Ibelin
        4. Balian von Ibelin (* 1240; † 1302), Seneschall von Zypern 1286–1302 ⚭ Alice de Lampron
          1. Maria von Ibelin († nach 1340) ⚭ 1) 1299 Ruben von Montfort († 1313), Titularherr von Toron, Tyros und Beirut, ⚭ 2) Johann von Le Plessis
          2. Isabella von Ibelin ⚭ Johann von Ibelin († 1309)
          3. Guido von Ibelin (* 1286; † 1308), Herr von Nikosia  ⚭ Isabella
            1. Alice von Ibelin ⚭ 1) 1318 König Hugo IV. von Zypern, ⚭ 2) nach 1358 Philipp von Braunschweig-Grubenhagen
            2. Margarethe von Ibelin ⚭ um 1319 Guido von Ibelin († um 1360)

        5. Philipp von Ibelin (* 1253; † 1318), Seneschall von Zypern 1302–1318 ⚭ 1) um 1280 Maria von Hanousse, ⚭ 2) um 1295 Maria von Gibelet († 1331)
          1. Johann von Ibelin (* 1302; † nach 1317)
          2. Guido von Ibelin († um 1360) ⚭ um 1319 Margarethe von Ibelin
            1. Alice von Ibelin († nach 1373) ⚭ um 1350 Johann von Lusignan († 1375), Titularfürst von Antiochia, Konstabler und Regent von Zypern
            2. Margarethe von Ibelin

          3. Balian von Ibelin († nach 1349) ⚭ um 1323 Margarethe von Ibelin
          4. Isabella von Ibelin (* 1300; † nach 1342) ⚭ 1) 1316 Ferdinand von Mallorca († 1316), ⚭ 2) um 1320 Hugo von Ibelin
          5. Helvis von Ibelin (* 1307; † nach 1347) ⚭ 1330 Heinrich II. von Braunschweig-Grubenhagen († 1351)

        6. Isabella von Ibelin (* 1241; † 1324) ⚭ König Hugo III. von Zypern
        7. Alice von Ibelin ⚭ Eudes de Dampierre-sur-Salon
        8. Eschiva von Ibelin
        9. Melisende von Ibelin
        10. Maria von Ibelin

    2. Margarethe von Ibelin ⚭ 1) Hugo Falkenberg, Titularfürst von Tiberias, ⚭ 2) Walter III. Brisebarre, Herr von Caesarea
    3. Helvis von Ibelin, Herrin von Sidon ⚭ 1) Rainald Garnier von Sidon, ⚭ 2) Guido von Montfort († 1228)
    4. Philipp von Ibelin († 1227) Bailli von Zypern ⚭ Alice von Montbéliard († 1244), Tochter des Amadeus
      1. Johann von Ibelin (Johann der Jüngere), (* 1215; † 1266), 1232 Graf von Jaffa, Bailli 1254–1256 ⚭ Maria von Armenien
        1. Jakob von Ibelin († 1276), folgt 1266, verliert Jaffa 1268
        2. Philipp von Ibelin († nach 1263)
        3. Johann von Ibelin († nach 1263, vor 1276)
        4. Guido von Ibelin († 1304), ab 1276 Titulargraf von Jaffa und Askalon ⚭ Maria von Ibelin, Herrin von Naumachia
          1. Philipp von Ibelin († 1316)
            1. Hugo von Ibelin († nach 1335)

          2. Hugo von Ibelin († um 1349) ⚭ 1320 Isabella von Ibelin († nach 1342)
            1. Balian von Ibelin († um 1352)
            2. Guido von Ibelin († um 1363)
              1. Balian von Ibelin ⚭ 1352 Margharethe von Ibelin
                1. John von Ibelin († um 1375)
                2. Maria von Ibelin ⚭ um 1358 Reinier Le Petit

          3. Balian von Ibelin (* 1302) ⚭ 1) 1322 Jeannette von Montfort († um 1325), ⚭ 2) 1325 Margaret du Four
          4. Maria von Ibelin (* 1294; † vor 1318) ⚭ 1307/10 König Hugo IV. von Zypern

        5. Margarete von Ibelin († nach 1319), Äbtissin des Benediktiner-Klosters Notre Dame de Sur in Lefkoşa
        6. Isabella von Ibelin († nach 1298) ⚭ 1270 Sempad von Botha, Herr von Sarventikar
        7. Maria von Ibelin († nach 1298) ⚭ 1) 1269/70 Vahram von Hamus († 1270/71), ⚭ 2) Gregor von Ladif

  4. Ermengarde von Ibelin († 1160/67)
  5. Stephanie von Ibelin († nach 1167)